# Rio Abiseo nationalpark
Rio Abiseo nationalpark är belägen i distriktet Huicungo, i provinsen Mariscal Cáceres, i departementet San Martín, Peru.
Nationalparken inrättades 1983 för att skydda den flora och fauna som är karakteristisk för regnskogen i denna del av Anderna. Nationalparken blev år 1990 uppsatt på Unescos världsarvslista.

## Geografi
Parkens yta uppgår till 274 520 hektar, med en höjd som varierar mellan 350 och 4 200 m över havet. Nationalparken omfattar floden Abiseos avrinningsområde, Abiseo är ett källflöden till Huallaga, som bidrar med sitt vatten till Amazonfloden.
Nationalparkens ekologiska betydelse beror dels av att den består av ett flertal olika ekosystem, samt att flera endemiska arter har sitt hem i parken. I parken finns gräsbevuxna områden på hög höjd samt flera olika typer av skogar, regnskogar på olika höjder över havet och torrare skogar. Den vanligaste skogstypen är molnskog som är en regnskogstyp på hög höjd. Molskogen återfinns över 2 300 meters höjd över havet. Där är luftfuktigheten hög och regn faller året om.

## Arkeologiska fynd
I parken finns ett stort antal arkeologiska fyndplatser som kan sträcka sig bakåt från förkeramisk tid som 6000  f.Kr., och fram till tiden för den europeiska kolonisationen. Kol-14 datering säkerställer att platserna var bebodda från 400 f.Kr. till 1500 e.Kr. och arkeologer tror att samhällena i området kollapsade i samband med att européerna anlände. Fyndplatserna finns på ett område som är större än 150 000 hektar. Sedan 1985 har 36 fyndplatser registrerats varav 26 är på gräsmark på hög höjd och sju befinner sig på lägre höjd i regnskogen. Där finns bland annat vägar, plattformar, terrasser för jordbruk och begravningsplatser. Fynden  ger en god inblick i kulturerna före inkarikets uppkomst. Folket i området hade handelsförbindelser med Stilla havets kust och den del av Anderna som nu ligger i Ecuador.
Fyndplatserna La Playa, Los Pinchudos och Gran Pajatén kartlades och grävdes delvis ut under 1960- och 1970-talen samt 1985–1987. Los Pinchudos anses vara gravplats för chachapoyafolket. Gravplatsen är daterad till 1200-talet och består av åtta gravkammare utförda i sten och ornamenterad lera med trätak.
Övriga viktigare fyndplatser: Las Papayas, Cerro Central och Manachaquigrottan som innehåller fynd som tros vara från 6 000 f.Kr.

## Flora och fauna

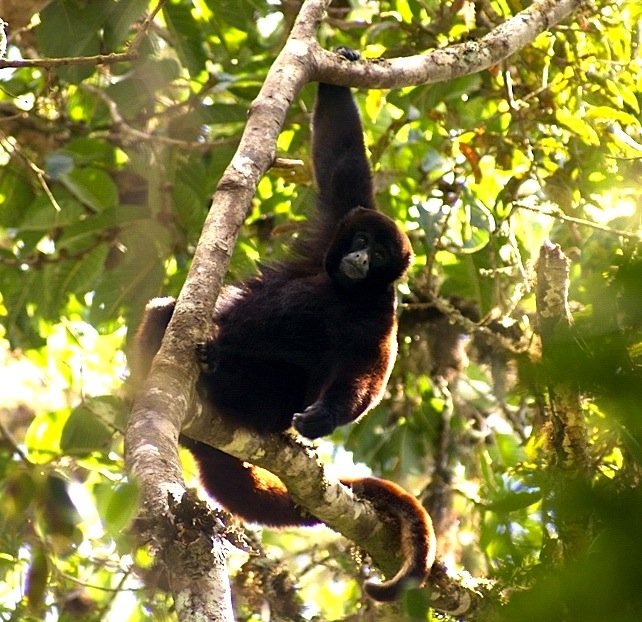
Gulsvansad ullapa, Oreonax flavicauda

Både de höglänta gräsmarkerna och regnskogen i parken utgör hem för ett mycket stort antal sällsynta och ofta endemiska arter. 980 växtarter är dokumenterade och 13 av dessa är endemiska, 174 är mossor och 21 orkidéer.
300 ryggradsdjur finns i parken, varav 12 endast har hittats i Rio Abiseo. Den mest kända endemiska arten från parken är den gulsvansade ullapan. Man trodde tidigare att den var utrotad, men den har återupptäckts inom nationalparken. Ullapan är en av de största aporna i Sydamerika.
Ytterligare exempel på arter:
- Fåglar: kungskondor, kalkonkondor, andinsk guan, loretohocko, sammetsand, gulkronad amazon, perumjukstjärt, gulbrynad tukanett
- Primater: röd vrålapa, långhårig spindelapa, vitpannad kapucin, Aotus trivirgatus
- Rovdjur: jaguar, glasögonbjörn
- Partåiga hjortdjur: Hippocamelus antisensis
- Gnagare: Bergspaka
- Bältdjur: Dasypus pilosus

Runt 1990 introducerades laxfisken regnbåge i parkens flodsystem och har ändrat den ekologiska balansen i de vatten som den har tillgång till.

## Klimat
Parken får mellan 500 och 2000 mm regn per år.
Parken har ett typiskt tropiskt klimat, varmt och fuktigt, med temperaturer som överstiger 34 grader Celsius. Årstidsväxlingarna består av en torrperiod mellan maj och oktober och en period med kraftiga regn mellan december och mars.

## Turism
Sedan 1986 har parken i stort sett varit stängd för turism för att skydda området. Det är dock möjligt att få tillstånd från Perus Park Service (SERNAP) att besöka parken .